# Sveriges ambassad i Bukarest
Sveriges ambassad i Bukarest är Sveriges diplomatiska beskickning i Rumänien som är belägen i landets huvudstad Bukarest. Beskickningen består av en ambassad, två svenska diplomater utsända av Utrikesdepartementet (UD) och lokalanställda. Ambassadör sedan 2019 är Therese Hydén. Sverige har även ett honorärkonsulat i Timișoara.

## Historia
Sverige har haft diplomatiska förbindelser med Rumänien sedan 1916.

## Verksamhet
Ambassadens uppdrag är att representera och främja Sverige i Rumänien. Man gör detta genom att försöka bredda och fördjupa relationerna inom alla politikområden. Man arbetar med att öka handeln mellan länderna genom att främja svenska företag verksamma i, eller som planerar att börja göra affärer med Rumänien. Man arbetar också med olika kultursatsningar och med att stärka Sverigebilden. Ambassaden arbetar även med konsulära frågor, det vill säga att bistå svenskar som på olika sätt behöver ambassadens hjälp.

## Beskickningschefer
| Namn                 | Period    | Funktion    | Anmärkning                                   |
| -------------------- | --------- | ----------- | -------------------------------------------- |
| Joachim Beck-Friis   | 1915–1918 | Envoyé      | Sidoackrediterad från ambassaden i Wien.     |
| Einar af Wirsén      | 1921–1924 | Envoyé      | Sidoackrediterad till Aten och Belgrad.      |
| Jonas Alströmer      | 1925–1928 | T.f. Envoyé | Sidoackrediterad till Aten och Belgrad.      |
| Jonas Alströmer      | 1928–1933 | Envoyé      | Sidoackrediterad till Aten.                  |
| Einar Hennings       | 1933–1934 | Envoyé      | Sidoackrediterad från ambassaden i Warszawa. |
| Erik Boheman         | 1934–1935 | Envoyé      | Sidoackrediterad från ambassaden i Warszawa. |
| Patrik Reuterswärd   | 1935–1948 | Envoyé      | Sidoackrediterad till Sofia.                 |
| Sven Allard          | 1949–1951 | Envoyé      | Sidoackrediterad till Budapest och Sofia.    |
| Rolf R:son Sohlman   | 1951–1963 | Envoyé      | Sidoackrediterad från ambassaden i Moskva.   |
| Olof Bjurström       | 1964–1967 | Ambassadör  |                                              |
| Carl Johan Rappe     | 1967–1970 | Ambassadör  |                                              |
| Otto Rathsman        | 1970–1973 | Ambassadör  |                                              |
| Lars Hedström        | 1976–1979 | Ambassadör  |                                              |
| Hans-Efraim Sköld    | 1979–1982 | Ambassadör  |                                              |
| Per Bertil Kollberg  | 1982–1987 | Ambassadör  |                                              |
| Sven Linder          | 1987–1989 | Ambassadör  |                                              |
| Nils Rosenberg       | 1989–1994 | Ambassadör  |                                              |
| Ragnar Ängeby        | 1994–1997 | Ambassadör  |                                              |
| Nils Revelius        | 1997–2001 | Ambassadör  |                                              |
| Svante Kilander      | 2001–2006 | Ambassadör  |                                              |
| Mats O. Åberg        | 2006–2010 | Ambassadör  |                                              |
| Anders Bengtcén      | 2010–2014 | Ambassadör  |                                              |
| Anneli Lindahl Kenny | 2014–2019 | Ambassadör  |                                              |
| Therese Hydén        | 2019–     | Ambassadör  |                                              |